# Baek Su-ho
Đây là một tên người Triều Tiên, họ là Baek.
Baek Su-ho (tiếng Hàn: 백수호), tên khai sinh là Baek Seung Hwan (Hangul: 백승환, sinh ngày 17 tháng 4 năm 1998), là một nam diễn viên người Hàn Quốc.

## Điện ảnh

### Phim
| Năm  | Tiêu đề     | Vai trò            |
| ---- | ----------- | ------------------ |
| 2007 | Wide Awake  | Na Sang Woo        |
| 2009 | Goodbye Mom | Min-Seok (lúc nhỏ) |
| 2011 | Silenced    | Min-Soo            |
| 2013 | South Bound | Choi Na Ra         |
| 2014 | Confession  | Hyun-Tae (lúc nhỏ) |

### Phim truyền hình
| Năm  | Tiêu đề                      | Kênh | Vai trò              |
| ---- | ---------------------------- | ---- | -------------------- |
| 2011 | Deep Rooted Tree             | SBS  |                      |
| 2011 | Me Too, Flower!              | MBC  |                      |
| 2011 | Queen Insoo                  | JTBC | Yoon-goo             |
| 2012 | I Love Lee Tae-ri            | TvN  |                      |
| 2013 | Jang Ok-jung, Living by Love | SBS  | Hyun Chi-soo lúc nhỏ |
| 2015 | Blood                        | KBS2 | Ji-sang lúc nhỏ      |